# Schizo (Band)
Schizo ist eine italienische Thrash-Metal-Band aus Catania, die im Jahr 1984 gegründet wurde.

## Geschichte
Die Band wurde im Mai 1984 von Alberto Penzin und S.B. Reder gegründet. Zu Beginn probten sie ohne Schlagzeug; der erste Schlagzeuger verließ die Band nach einem halben Jahr wieder, weil er mit ihrer Geschwindigkeit nicht mithalten konnte. Die Band hatte keinen permanenten Schlagzeuger, bis Carlo F. im August 1986 zu ihr stieß. Mit dem auf ihrer zweiten Demoaufnahme Total Schizophrenia enthaltenen Lied Nazi and Proud stieß die Band auf Ablehnung. Penzin betonte daher, dass die Mitglieder von Schizo keine Nationalsozialisten oder Faschisten seien; er gebe zu, dass es keine besonders kluge Idee gewesen sei, das Stück habe aber keinen politischen Hintergrund und sollte einfach nur brutal sein. Personen, die die Band wegen Nazi and Proud ablehnten, warf er fehlenden Humor vor. Für Schizos Debütalbum Main Frame Collapse wollte Penzin als Fan der Band Death deren Sänger Chuck Schuldiner für die Aufnahmen gewinnen und rief deshalb erst Combat Records und dann ihn an, Schuldiner musste jedoch wegen Verpflichtungen in letzter Minute absagen. Den Gesang übernahm stattdessen Ingo Veleno von Necrodeath, im Jahr 1989 wurde das Album veröffentlicht. Nazi and Proud war darauf nicht enthalten, laut Penzin, da die Band in der Zwischenzeit besseres Material geschrieben habe. Im Jahr 1990 widmeten sich Alberto Penzin und Schlagzeuger Peso von Necrodeath und Sadist ihrem Nebenprojekt Mondocane und veröffentlichten mit dieser Band das einzige Album Project One.
Im Jahr 1990 verließen Schlagzeuger Carlo F. und Sänger und Gitarrist S.B. Reder die Band. Dadurch pausierte die Band ein Jahr, bis Gitarrist Vittorio Blanco und Schlagzeuger Pat Pappalardo als Ersatz zur Band stießen. In den Folgemonaten studierten sie einige Stücke ein, woraus das Demo Wounds (In the Clay) resultierte. Im Jahr 1994 erschien die EP Sounds of Coming Darkness. Sie wurde von Toningenieur Steve Harris in den Fon Studios aufgenommen und in London in den Abbey Road Studios gemastert. Im selben Jahr kam als neuer Schlagzeuger Dario Casabona zur Band. Kurz darauf musste das Label der Band seinen Bankrott erklären, was dazu führte, dass die Band eine lange Zeit kaum aktiv war, nur wenig neues Material veröffentlichte und nur noch selten auftrat.
Im April 2007 meldete sich die Band wieder zurück und veröffentlichte das Album Cicatriz Black über Scarlet Records. Das Album wurde von Peter in de Betou (Marduk, Meshuggah) gemastert, das Cover wurde von Lorenzo Mariani (Mayhem, Darkthrone) gestaltet. Als Gastmusiker waren Steve Sylvester (Death SS), A.C. Wild (Bulldozer) und Flegias (Necrodeath) zu hören. Die Band bestand nun aus Bassist Alberto Penzin, Gitarrist und Sänger S.B. Reder, Schlagzeuger Dario Casabona und Sänger Nicola Accurso. Im September verließ Penzin die Band und wurde im Januar 2008 durch F.T. Dovorcon (Sinoath) ersetzt. Im Jahr 2010 veröffentlichten sie das Album Hallucination Cramps, ein Konzeptalbum, das sich mit Schizophrenie und anderen psychischen Störungen befasste. Das Album wurde im Resonance Studio und im Sound Empathy Studio von Riccardo Failla und Fabio Monaco aufgenommen. Abgemischt und gemastert wurde es von Graziano Manuele im Ueickap Home Studio.

## Stil
Die Band spielt klassischen Thrash Metal und wird mit den alten Werken von Sodom und Kreator, sowie Celtic Frost und Venom verglichen. Der Gesang auf dem Debütalbum Main Frame Collapse wurde im Slayer als „berserkerhaft“ und „manisch“ bezeichnet.

## Diskografie
- 1985: Thrash the Unthrashable – Thrash to Kill!!! (Demo, Eigenveröffentlichung)
- 1986: Total Schizophrenia (Demo, Eigenveröffentlichung)
- 1987: Main Frame Collapse (Demo, Eigenveröffentlichung)
- 1989: Main Frame Collapse (Album, Crime Records)
- 1992: Wounds (In the Clay) (Demo, Eigenveröffentlichung)
- 1994: Sound of Coming Darkness (EP, A.V. Arts)
- 1995: Tones of the Absolute (Single, Nosferatu Records)
- 1998: Nero (Single, Hit & Run Records)
- 2007: Cicatriz Black (Album, Scarlet Records)
- 2010: Hallucination Cramps (Album, Scarlet Records)